# Повітряні сили Китайської Республіки
Повітряні сили Китайської Республіки (кит.: 中華民國空軍, Zhōnghuá Mínguó Kōngjūn, Chung-Kuo Kung Chuan; англ. ROCAF; також заднім числом відомі під своєю історичною назвою Китайські повітряні сили і в розмовній мові називають Тайваньські повітряні сили) — один з видів збройних сил Китайської Республіки.
Головним завданням ПС Китайської Республіки є захист повітряного простору над островом Тайвань і навколо нього від нападу Китайської Народної Республіки.
Поточні пріоритети включають в себе розвиток комплексів дальнього радіолокаційного виявлення, управління і наведення, придбання ударної зброї, винищувачів наступного покоління, зміцнення захисту аеродромів та інших важливих об'єктів, підвищення готовності відбити раптовий напад.

## Структура
- 401-ше тактичне змішане крило
  - 17-та тактична винищувальна група
  - 26-та тактична винищувальна група
  - 27-ма тактична винищувальна група
  - 12-та тактична розвідувальна група
  - Фотографічна група
- 427-ме тактичне крило
  - 7-ма тактична винищувальна група
  - 28-ма тактична винищувальна група
- 439-те змішане крило
- 443-тє тактичне крило
  - 1-ша тактична винищувальна група
  - 3-тя тактична винищувальна група
  - 9-та тактична винищувальна група
- 455-те тактичне истребительное крило
  - 21-ша тактична винищувальна група
  - 22-га тактична винищувальна група
  - 23-тя тактична винищувальна група
  - Пошуково-рятувальна група
- 499-те тактичне крило
  - 41-ша тактична винищувальна група
  - 42-га тактична винищувальна група
  - 48-ма навчальна група
- 737-ме тактичне крило

## Обладнання і закупівля

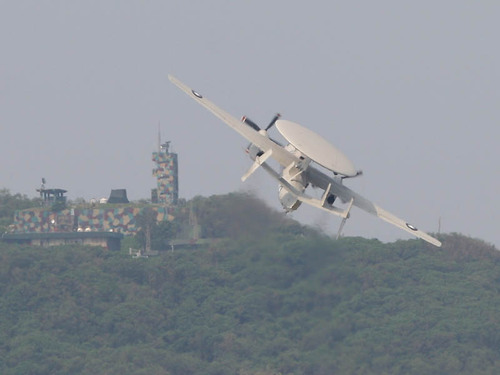
Зліт ROCAF E-2K з авіабази Чжіхан

Поточний інвентар ROCAF включає понад 400 бойових літаків, основними з яких є AIDC F-CK-1 Ching-kuo IDF (Indigenous Defense Fighter) і F-16, тоді як Mirage 2000-5 є основним літаком протиповітряної оборони. Старі винищувачі F-5 поступово виводяться з експлуатації, але залишаються на озброєнні.
Сполучені Штати виступають основним постачальником обладнання для ROCAF, а також забезпечують підготовку пілотів ROCAF і Військово-морські сил Республіки Китай на авіабазі Люк в Арізоні. Ця база, яка знаходиться між Фініксом і Тусоном, має обладнану зону польотів для тренувань розміром приблизно зі штат Коннектикут. Станом на 2019 Повітряні сили США допомагають Повітряним силам Тайваню в закупівлі нових і надлишкових частин F-5.

### Вітчизняний розвиток

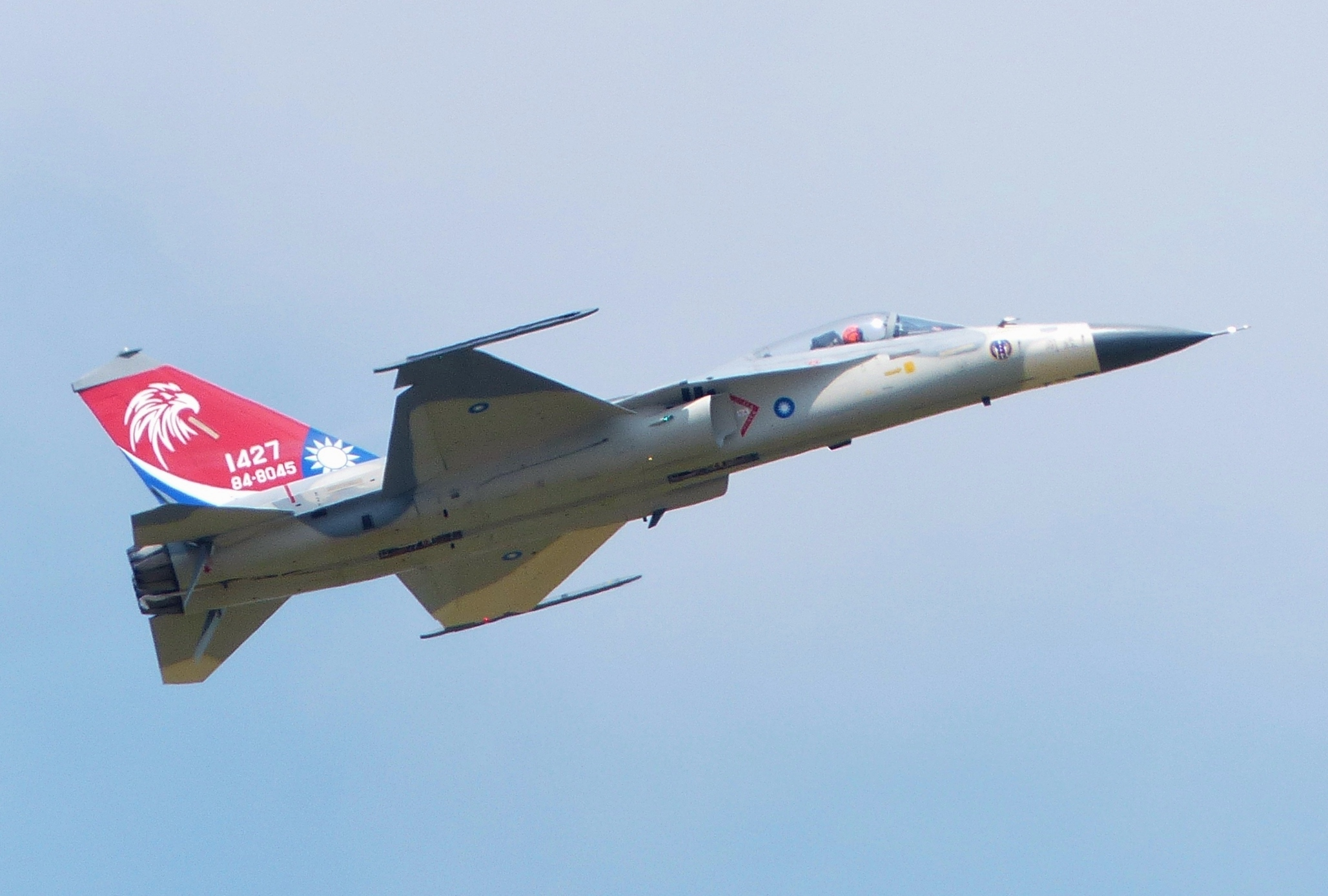
F-CK-1A в демонстраційному польоті

До 1984 винищувачі ROCAF були майже виключно літаками американського виробництва, які продавалися згідно з договором про взаємну оборону між Китайською Республікою та Сполученими Штатами. Розробка F-CK-1 Ching-kuo Indigenous Defense Fighter (IDF) почалася в 1984 через відмову США продавати F-20 і F-16 ROCAF в результаті змін у національній політиці між США і Китайської Народної Республікою. Після успішного першого польоту в 1989 винищувач вітчизняного виробництва надійшов на озброєння в 1994. Однак ROCAF згодом змогли отримати F-16 від Сполучених Штатів, а також винищувачі Mirage 2000-5 від Франції, що призвело до затримок у подальшій розробці IDF, яка передбачалася.
У відповідь на американські відмови постачати «розумні бомби» Тайвань розробляє власний еквівалент Joint Direct Attack Munition для атак на материкову частину КНР у разі підготовки до вторгнення.

### Іноземні закупівлі

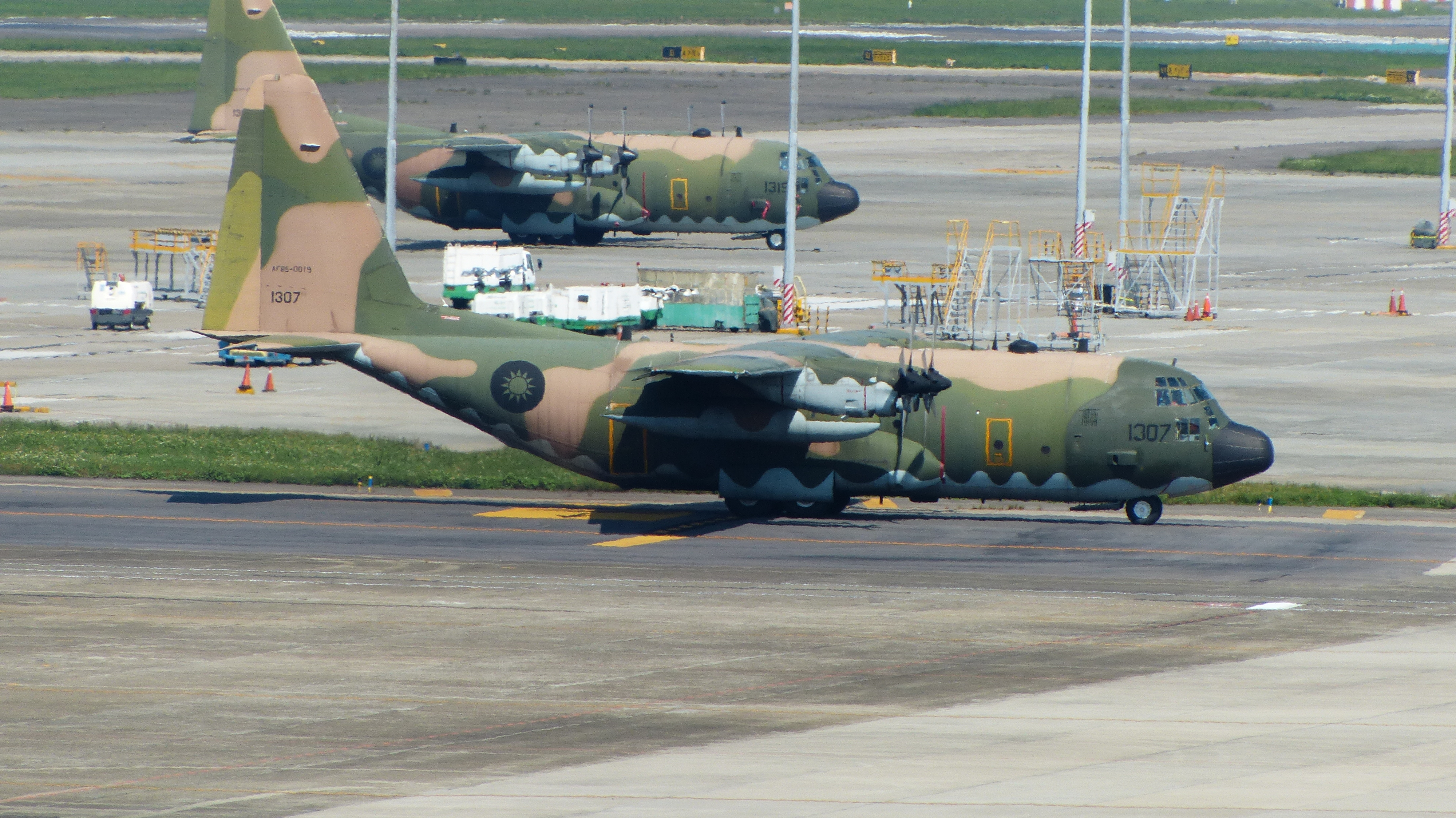
C-130H руліть на авіабазі Суншань

Одним із перших сучасних реактивних літаків був Northrop F-5. У 1974 всього було закуплено 308, але через відсутність запасних частин Республіка Китай була змушена рятувати їх від непрацездатних F-5. Тайвань розглядає можливість повторного використання двигунів непрацездатних F-5 у крилатих ракетах.
Aerospace Industrial Development Corporation (AIDC), раніше відома як Aero Industry Development Center, була заснована в 1969 під керівництвом Повітряних сил Республіки Китай для місцевого виробництва запчастин і військових літаків. У 1983 він був переданий Інституту науки і технологій Чжун-Шан (CSIST). До 1973 AIDC побудував 242 F-5E і 66 F-5F за ліцензією.
У 1992 Тайвань закупив у США 150 винищувачів F-16A/B. У тому ж році було замовлено 60 Dassault Mirage 2000-5. Сорок вісім будуть одномісними літаками-перехоплювачами Mirage 2000-5EI, а 12 – навчально-тренувальними літаками Mirage 2000-5DI.

## Техніка та озброєння

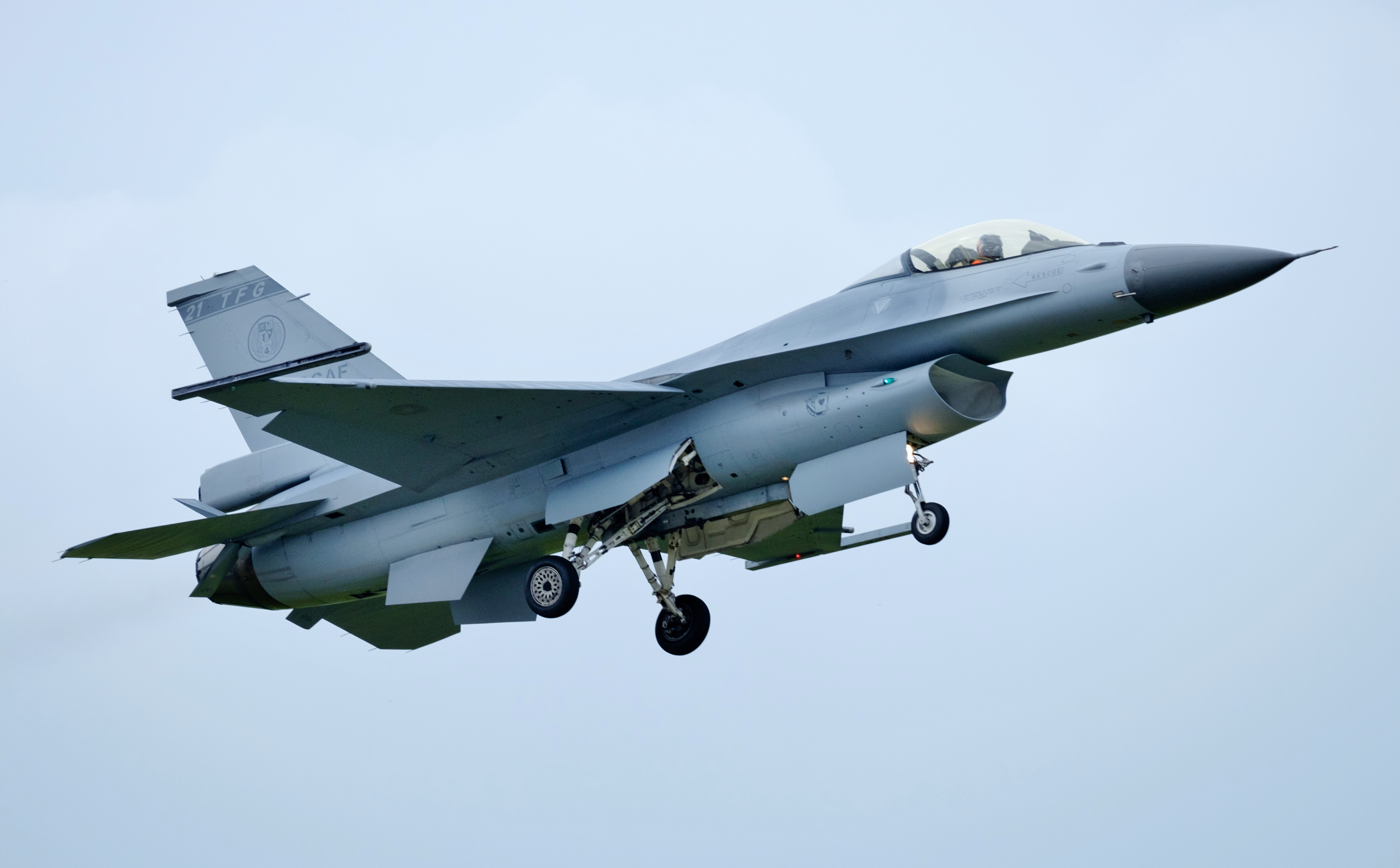
F-16A ROCAF у демонстраційному польоті

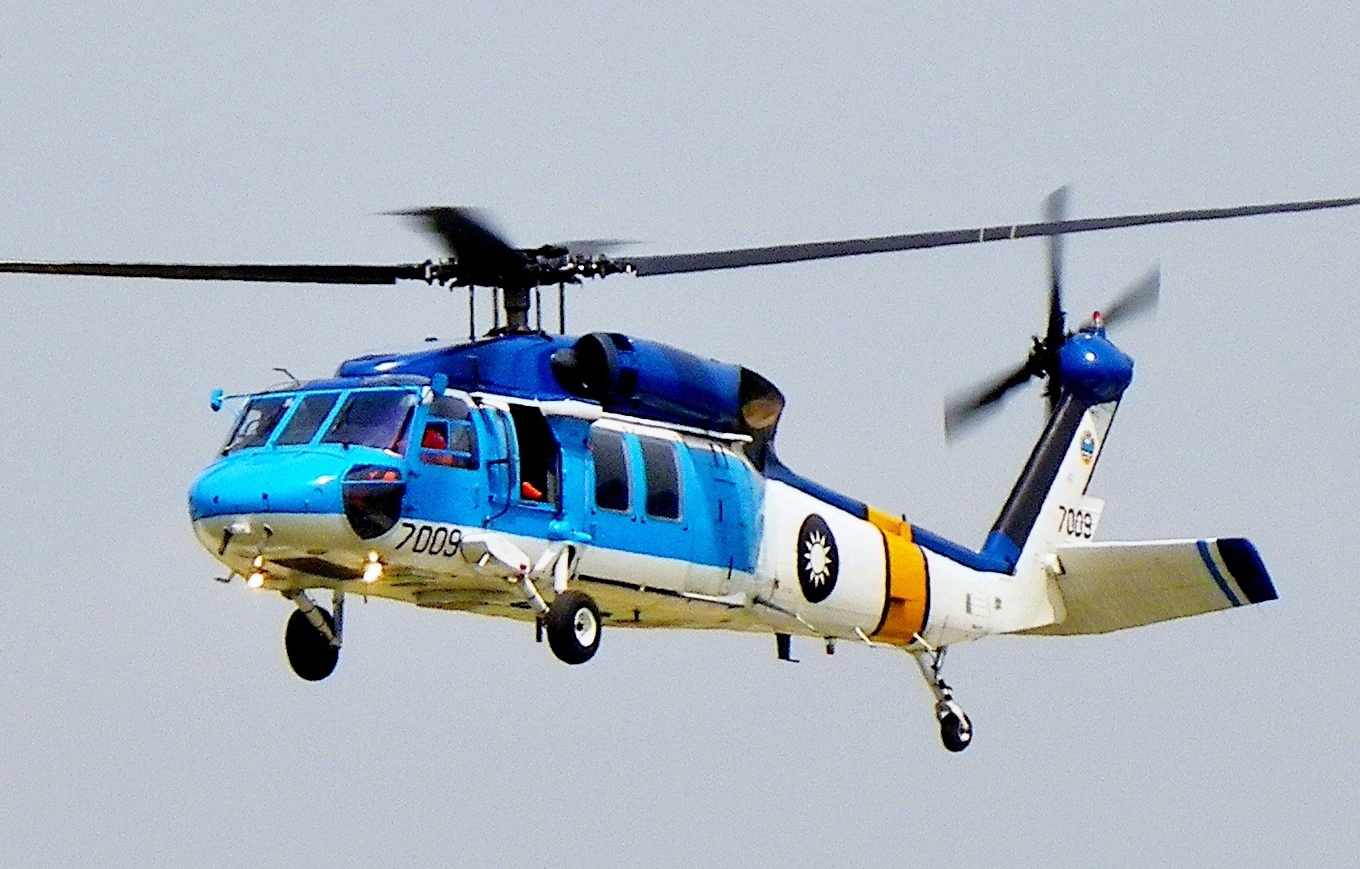
S-70C-1A Bluehawk пролітає над авіабазою Суншань

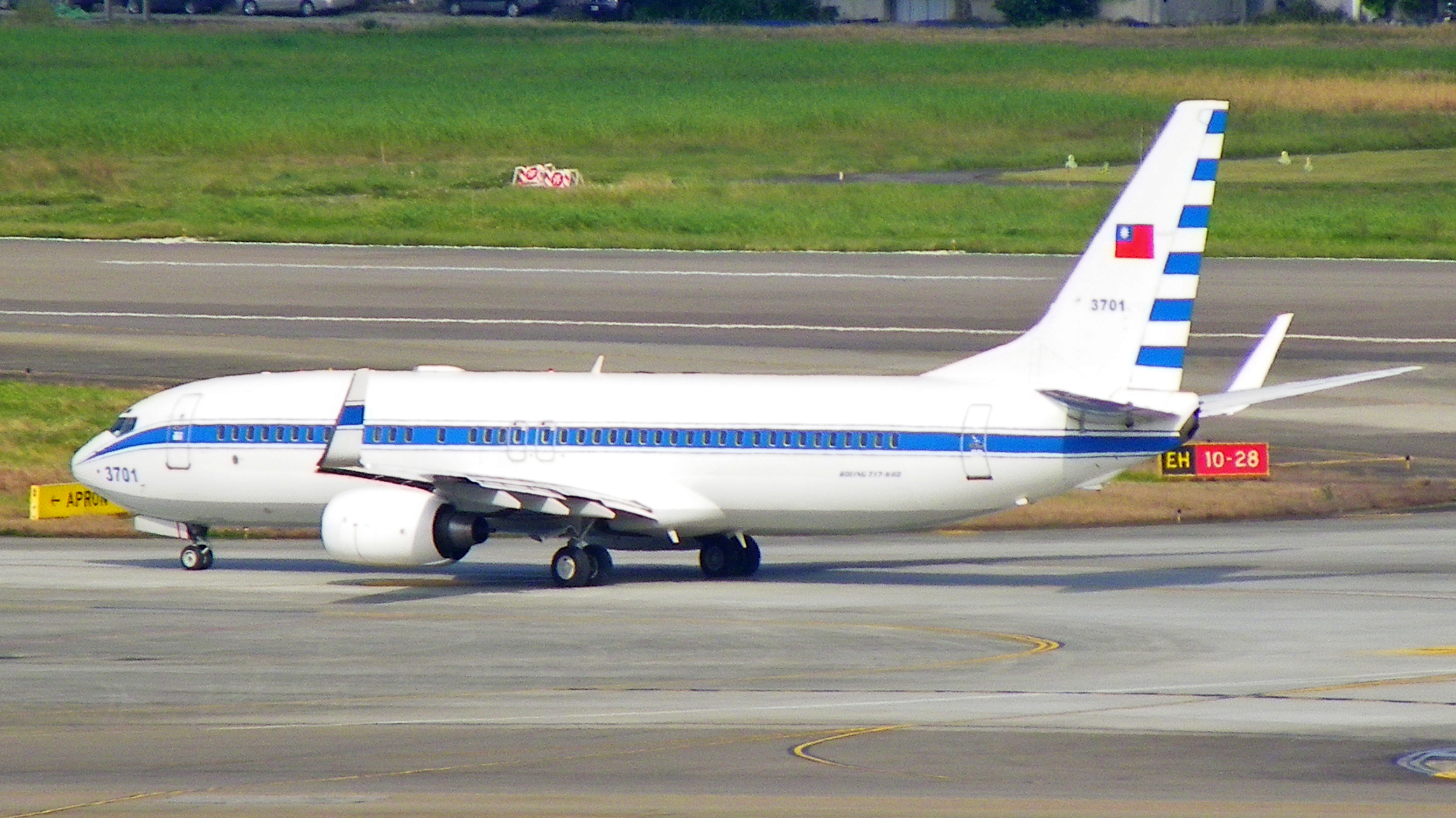
Boeing 737-800 в аеропорту Суншань

### Літаки
Дані про техніку і озброєння ВПС Китайської Республіки взяті з журналу Aviation Week & Space Technology.
| Тип                             | Виробник         | К-сть            |
| Військові літаки                | Військові літаки | Військові літаки |
| ------------------------------- | ---------------- | ---------------- |
| AIDC F-5E                       | Тайвань          | 25               |
| AIDC F-5F                       | Тайвань          | 35               |
| AIDC F-CK-1A                    | Тайвань          | 101              |
| AIDC F-CK-1B                    | Тайвань          | 27               |
| Dassault Aviation Mirage 2000-5 | Франція          | 56               |
| Lockheed F-16A                  | США              | 120              |
| Lockheed F-16B                  | США              | 25               |
| Транспортні літаки              |                  |                  |
| Beech 1900C                     | США              | 11               |
| Boeing 737—800                  | США              | 1                |
| Fokker 50                       | Нідерланди       | 3                |
| Lockheed C-130H                 | США              | 20               |
| Спеціальні літаки               |                  |                  |
| Northrop Grumman E-2K           | США              | 2                |
| Northrop Grumman E-2T           | США              | 4                |
| Навчальні літаки                |                  |                  |
| AIDC AT-3                       | Тайвань          | 46               |
| Beech T-34C                     | США              | 36               |
| Northrop T-38                   | США              | 40               |
| Гелікоптери                     |                  |                  |
| Sikorsky S-70C                  | США              | 17               |
| AH-64E Apache                   | США              | 6                |

### Озброєння

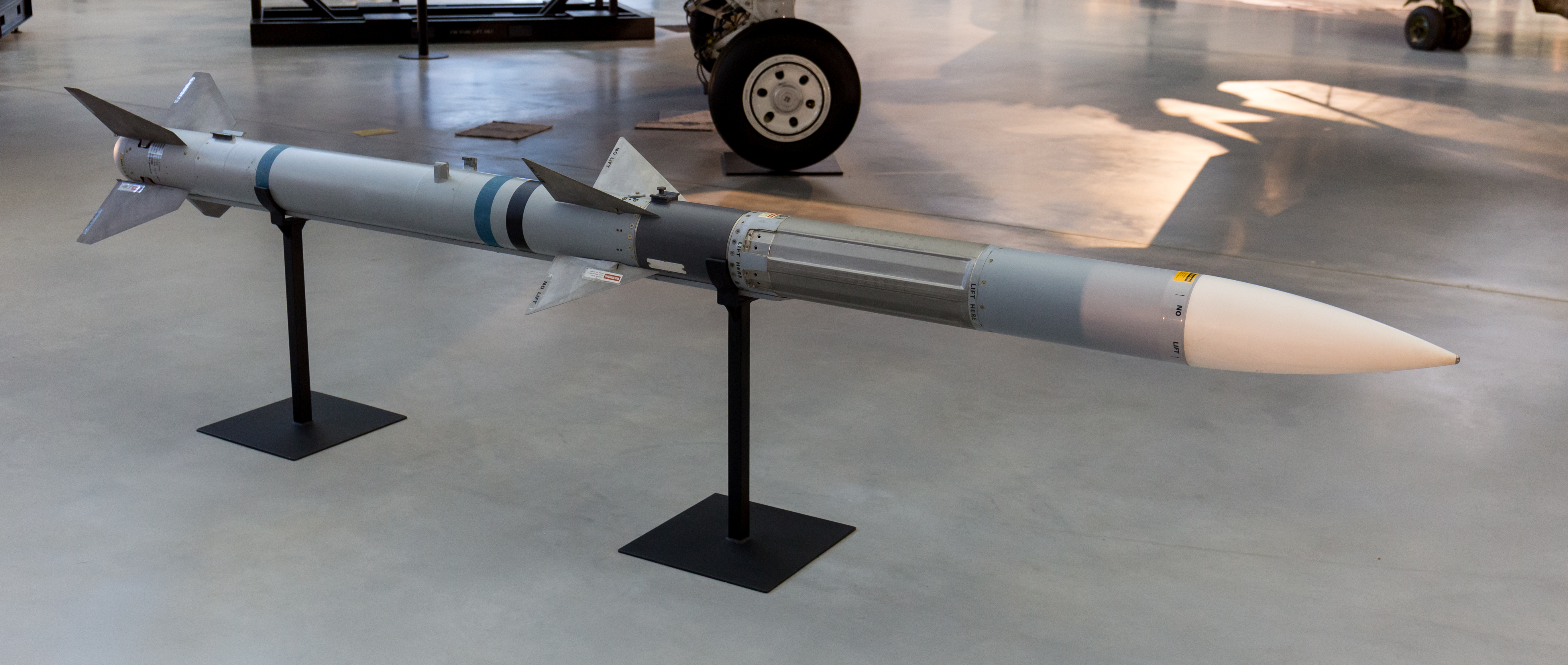
AIM-120

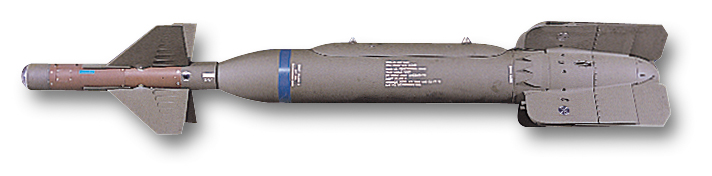

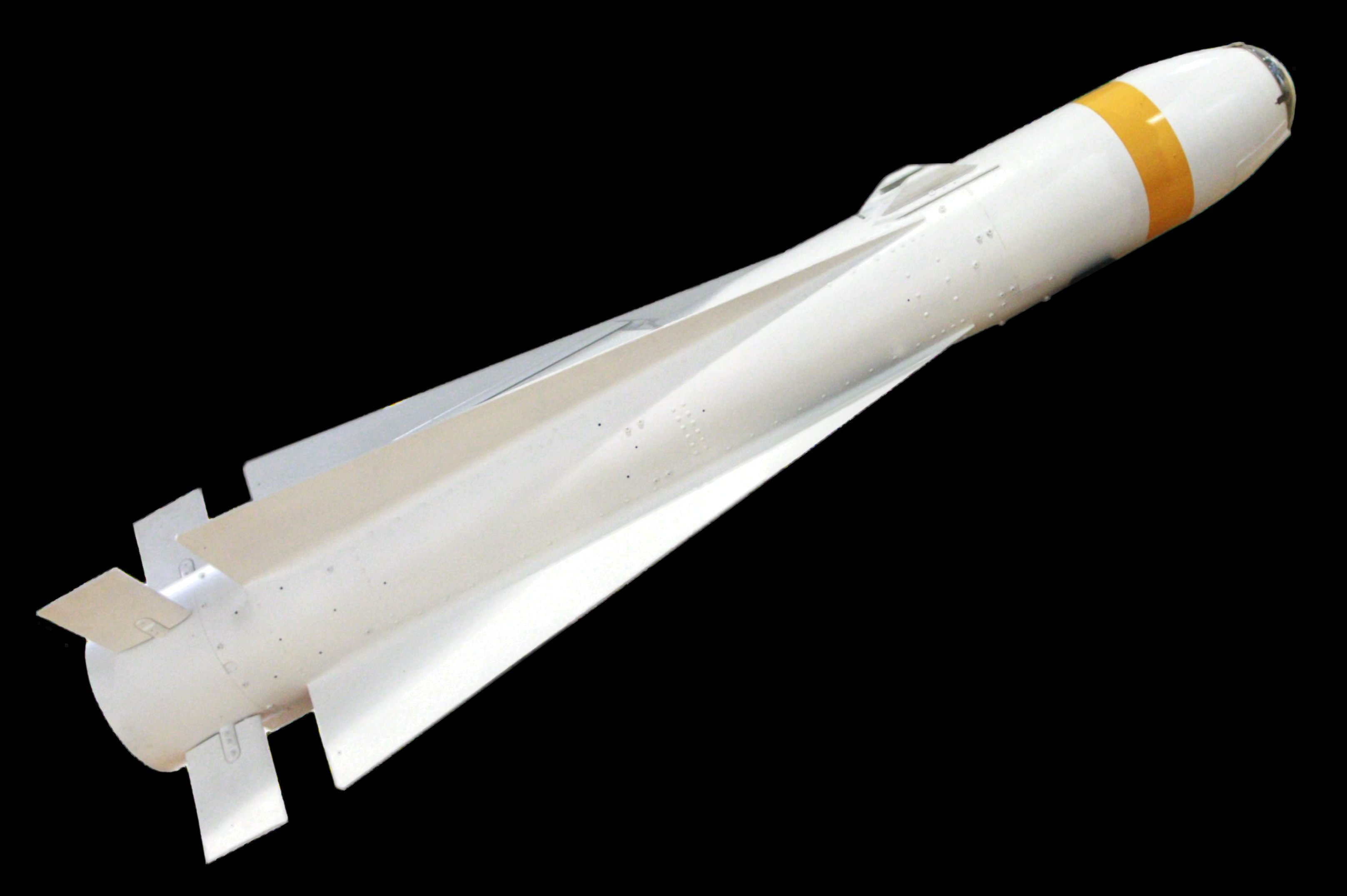
AGM-65 Maverick

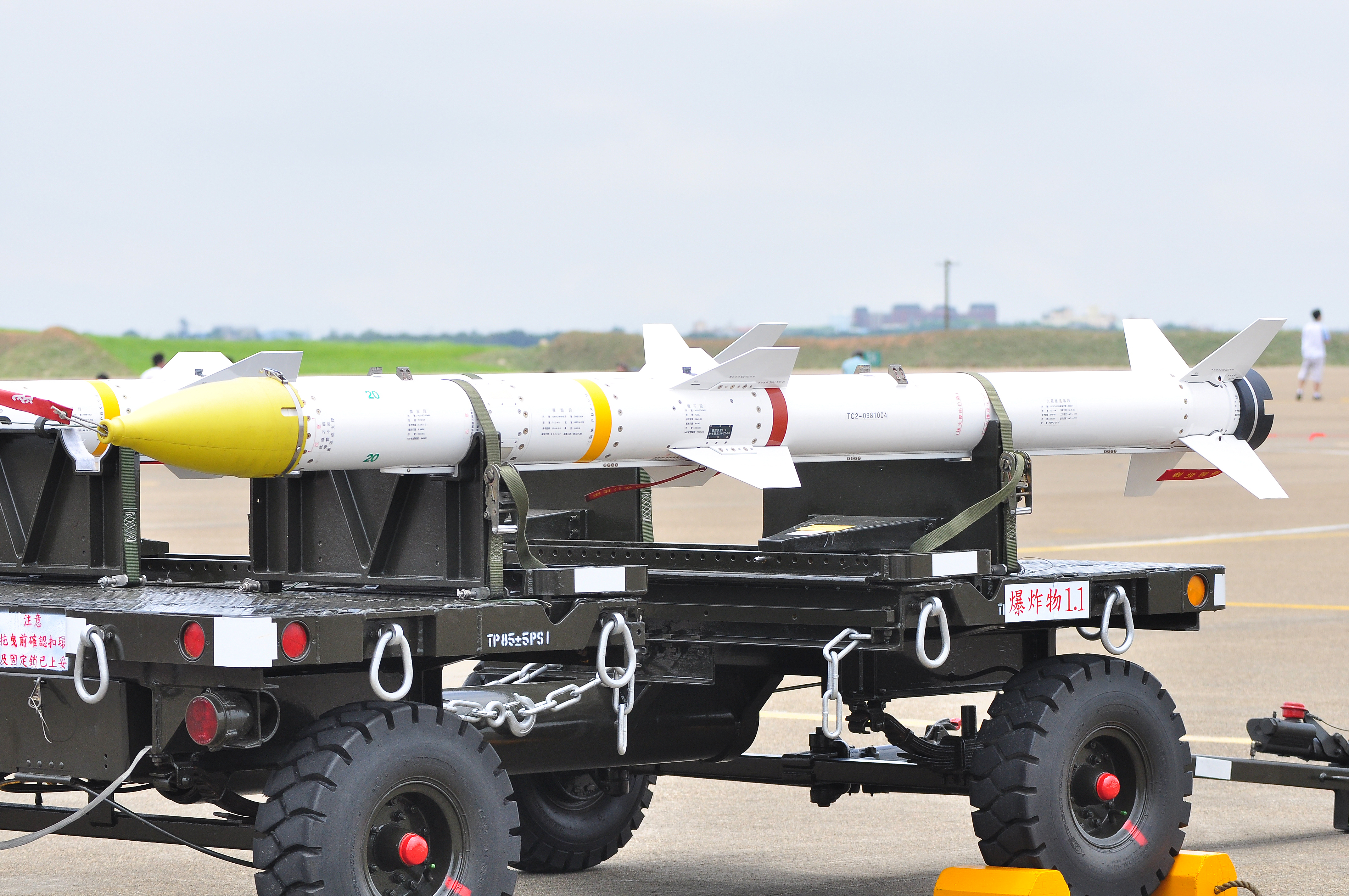
TC-II Sky Sword 2 (оригінальна версія повітря-повітря)

| Назва                            | Походження               | Тип                                            | Нотатки |
| Ракети повітря - повітря         | Ракети повітря - повітря | Ракети повітря - повітря                       | Ракети повітря - повітря |
| -------------------------------- | ------------------------ | ---------------------------------------------- | --- |
| AIM-120C5/C7 AMRAAM              | Сполучені Штати          | ракета beyond-visual-range                     | 636 ракет отримано |
| AIM-120C8 AMRAAM                 | Сполучені Штати          | ракета beyond-visual-range                     | 200 ракет отримано |
| AIM-7 Sparrow                    | Сполучені Штати          | середньої дальності, напівактивна радіолокація | 1,200 AIM-7M отримано |
| MBDA MICA                        | Франція                  | середньої дальності, активна радіолокація      | 960 ракет отримано |
| AIM-9 Sidewinder                 | Сполучені Штати          | малої дальності ІЧ-керування                   | AIM-9J/P(2,216) – 9L/M (1,092) – AIM-9X (296)                                                                                    |
| Sky Sword I                      | Республіка Китай         | малої дальності ІЧ-керування                   | Серійне виробництво почалося в 1991.                                                                                             |
| Sky Sword II                     | Республіка Китай         | ракета beyond-visual-range                     | Принаймні 200 TC-2, невідома кількість TC-2C.                                                                                    |
| Magic II                         | Франція                  | малої дальності ІЧ-керування                   | 480 ракет отримано |
| Ракети повітря — поверхня        |                          |                                                | |
| AGM-65 Maverick                  | Сполучені Штати          | ракета повітря-поверхня.                       | (500) AGM-65 – (40) 65G – (235) 65G2                                                                                             |
| Wan Chien                        | Республіка Китай         | крилата ракета повітря-поверхня                | 100 ракет отримано |
| TC-2A                            | Республіка Китай         | протирадіолокаційна ракета                     | варіант TC-2 |
| AGM-88 HARM                      | Сполучені Штати          | протирадіолокаційна ракета                     | 150 AGM-88B було замовлено та модернізовано до варіанту AGM-88F HCSM після реконструкції, 23 навчальні ракети AGM-88             |
| AGM-84H/K SLAM-ER                | Сполучені Штати          | крилата ракета повітря-поверхня                | 135 AGM-84H замовлено наприкінці 2020 та буде доставлено протягом наступних 8 років                                              |
| Протикорабельні ракети           |                          |                                                | |
| AGM-84 Harpoon                   | Сполучені Штати          | протикорабельна ракета                         | (120) AGM-84L |
| Hsiung Feng II                   | Республіка Китай         | протикорабельна ракета                         | |
| Бомби                            |                          |                                                | |
| AGM-154 JSOW                     | Сполучені Штати          | керована бомба                                 | замовлено, пізніше скорочено до 50 моделей Block III (C-1), поставки мають бути завершені до березня 2028                        |
| Paveway                          | Сполучені Штати          | високоточна керована бомба                     | |
| Сенсорні блоки                   |                          |                                                | |
| Sniper Targeting Pod             | Сполучені Штати          | прицільна гондола                              | 20 AAQ-33 отримано |
| LANTIRN                          | Сполучені Штати          | прицільна гондола                              | (28) AN/AAQ-19, (28) AAQ-20 |
| MS-110                           | Сполучені Штати          | розвідувальний контейнер                       | 6 MS-110 uодиниці були замовлені в 2020, здатні створювати інфрачервоні та кольорові зображення. Контракт був виконаний у 2023 . |
| Infrared Search and Track System | Сполучені Штати          | модуль IRST                                    | Замовлений у серпні 2023, ймовірно, це буде платформа Lockheed Martin Legion                                                     |
| Баражуючі боєприпаси             |                          |                                                | |
| NCSIST Chien Hsiang              | Республіка Китай         | баражуючий боєприпас                           | В експлуатації, 104 у первісному замовленні                                                                                      |

### Протиповітряна оборона

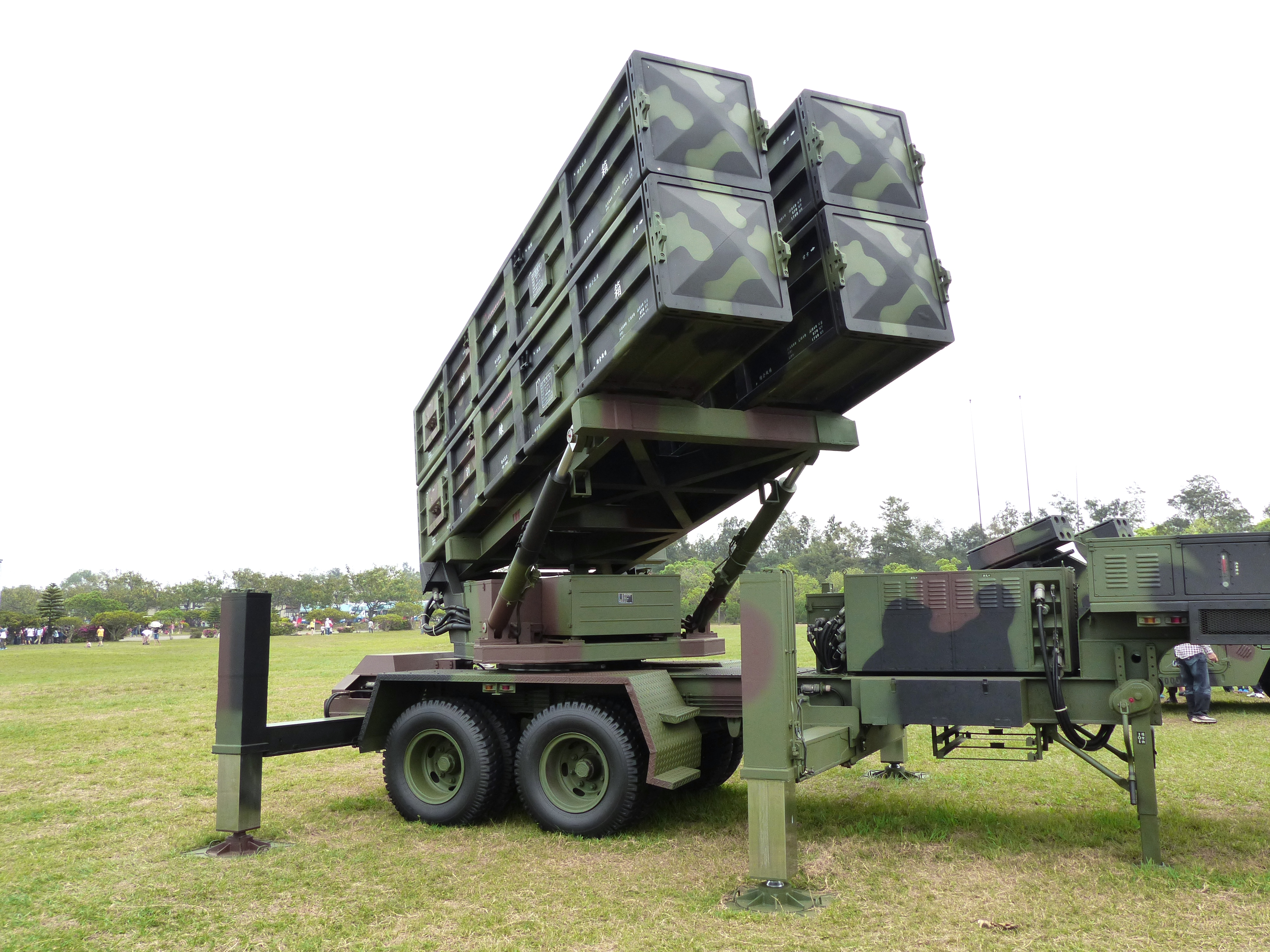
Виставка ракетної установки Sky Bow II (Tien Kung) на таборі Хукоу

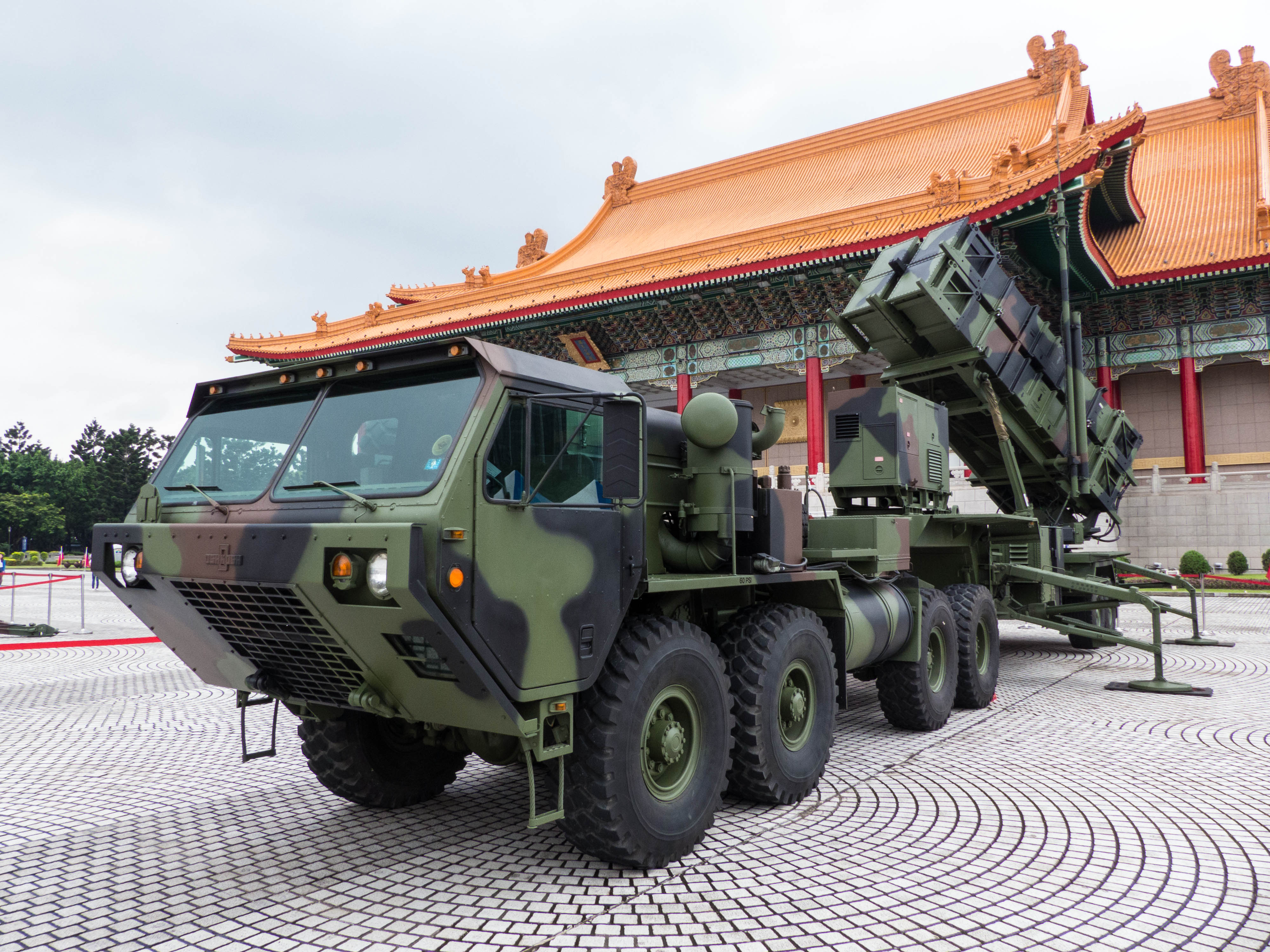
Пускова установка MIM-104 Patriot (PAC-2) на виставці в Меморіальному залі Чан Кайші в 2014

| Назва             | Походження       | Тип                                                 | В службі       | Нотатки |
| Протиповітряні    | Протиповітряні   | Протиповітряні                                      | Протиповітряні | Протиповітряні |
| ----------------- | ---------------- | --------------------------------------------------- | -------------- | --- |
| Patriot (PAC-2)   | Сполучені Штати  | Система SAM                                         | 7              | отримує модернізацію до PAC-3 2264 додаткові перехоплювачі PAC-3 поставлені в 2011, 122 перехоплювачі PAC-3 поставлені в 2015.                   |
| Sky Bow II        | Республіка Китай | Система SAM                                         | 6              | В даний час ці батареї поступово виводяться з експлуатації для Sky Bow III.                                                                      |
| Sky Bow III       | Республіка Китай | Система SAM                                         | 12+            | У початковій серійній партії було замовлено 12 батарей. Ще дванадцять замовлені для заміни батарей HAWK і Sky Bow II, поставки почнуться в 2022. |
| Skyguard          | Швейцарія        | буксирувана двоствольна зенітна автоматична гармата | 24             | спарена гармата, 35-мм патрони |
| RIM-7 Sea Sparrow | Сполучені Штати  | Система SAM                                         | 500            | використовується на буксируваній пусковій установці як частина системи Skyguard                                                                  |
| Радари            |                  |                                                     |                | |
| AN/FPS-117        | Сполучені Штати  | РЛС дальньої дії                                    | 11             | 4 одиниці мобільні |
| PAVE PAWS         | Сполучені Штати  | Система радара раннього попердження                 | 1              | |
| AN/TPS-75         | Сполучені Штати  | РЛС дальньої дії                                    |                | Модернізовані від AN/TPS-43F |

## Знаки розрізнення

### Еволюція знаків розрізнення
| Знак розрізнення                                                                      | Знак на фюзеляж | Кіль | Рік       |
| ------------------------------------------------------------------------------------- | --------------- | ---- | --------- |
|                                                                                       | не наносився    |      | 1912—1916 |
|                                                                                       |                 |      | 1916—1928 |
|                                                                                       |                 |      | 1928—1949 |
|                                                                                       |                 |      | 1949—1975 |
|                                                                                       |                 |      | 1975 —    |
| Знаки пониженной видимости (два варианта) · Знаки пониженной видимости (два варианта) |                 |      |           |